# ミイラの呪い
『ミイラの呪い』（ミイラののろい、The Mummy's Curse）は、1944年に公開されたアメリカ合衆国のホラー映画。『ミイラの復活』（1940年）から始まったミイラ男「カリス」シリーズ全4作の完結編にあたる。ユニバーサルのミイラものとしては通算5作目。前作に続いてロン・チェイニー・ジュニアがカリスに扮した。

## あらすじ
前作から25年後。カリスとアナンカ王女が沈んだ沼の干拓工事が行われている。そこにスクリップス博物館から2人の学者ハルゼーとザンダブがミイラの回収にやってくる。
ザンダブは実はエジプトから来た第3の神官で、部下ラゲブとともにカリスを発掘。長く使われていない修道院に隠し、アナンカを探す。
工事現場の泥の中から若い女の姿のアナンカが出てくる。作業員のジョーが発見し保護。しかし、蘇ったカリスがアナンカを取り戻そうとする。
アナンカは逃げ回った末、工事現場監督の姪で秘書のベティに助けを求める。しかし、アナンカはカリスに連れ去られ、ベティもまたラゲブに騙されて修道院に連れて行かれる。
ザンダブは口封じのためベティを殺そうとするが、ベティに対して邪な感情を抱くラゲブに刺殺される。そのラゲブもカリスの怒りに触れ、争ううちに修道院が崩壊、その下敷きになる。一方、アナンカは元のミイラに戻り、ハルゼーは博物館に持ち帰ることにする。

## キャスト
- カリス：ロン・チェイニー・ジュニア
- ジェームズ・ハルゼー：デニス・ムーア（英語版）
- ベティ・ウィルシュ：ケイ・ハーディング
- アナンカ：ヴァージニア・クリスティーン（英語版）
- パット・ウォルシュ：アディソン・リチャーズ（英語版）
- ザンダブ：ピーター・コー
- ラゲブ：マーティン・コスレック（英語版）
- ジョー：カート・カッチ
- タント・ベルト：アン・コディー（英語版）
- クーパー医師：ホームズ・ハーバート（英語版）
- グービー：ナポレオン・シンプソン
- アキリーズ：チャールズ・スティーブンス（英語版）
- 修道院の管理人：ウィリアム・ファーナム（英語版）

回想シーンで『ミイラの復活』のカリスを演じるトム・タイラーの映像が使われている。

## 制作
前作のラストでカリスと王女が沈んだ沼が舞台。ただし前作ではマサチューセツ州だったのが、この作品ではケイジャンやバイユーという言葉が出てきて、ルイジアナ州のようである。なお、シリーズ第1作『ミイラの復活』からは55年以上未来になる（1作目の時代設定が公開された1940年だとすると1990年代になる）。
当初のワーキングタイトルは『The Mummy's Return（ミイラ再来）』だった。
『ミイラ再生』（1932年）と『ミイラの復活』（1940年）の映像が再利用されている。